# 12.ª etapa del Tour de Francia 2025
La 12.ª etapa del Tour de Francia 2025 tuvo lugar el 17 de julio de 2025 y consistió en una etapa de montaña con inicio en la localidad de Auch y final en Hautacam, sobre un recorrido de 180,6 km. El vencedor fue el esloveno Tadej Pogačar del equipo UAE Team Emirates XRG, que también se colocó como líder de la prueba.

## Clasificación de la etapa
| Auch - Hautacam | etapa de montaña | (180,6 km) |

- Las clasificaciones de la etapa finalizaron de la siguiente forma:[3]

| \| Clasificación de la etapa \| Clasificación de la etapa \| Clasificación de la etapa \| Clasificación de la etapa \| Clasificación de la etapa \| \| Ciclista \| Ciclista \| Equipo \| Tiempo \| \| \| ------------------------- \| -------------------------- \| -------------------------- \| ------------------------- \| ------------------------- \| \| 1.º \| Tadej Pogačar \| UAE Team Emirates XRG \| 4 h 21 min 19 s \| \| \| 2.º \| Jonas Vingegaard \| Team Visma \\| Lease a Bike \| + 2 min 10 s \| \| \| 3.º \| Florian Lipowitz \| Red Bull-Bora-Hansgrohe \| + 2 min 23 s \| \| \| 4.º \| Tobias Halland Johannessen \| Uno-X Mobility \| + 3 min 00 s \| \| \| 5.º \| Oscar Onley \| Team Picnic-PostNL \| + 3 min 00 s \| \| \| 6.º \| Kévin Vauquelin \| Arkéa-B&B Hotels \| + 3 min 33 s \| \| \| 7.º \| Remco Evenepoel \| Soudal Quick-Step \| + 3 min 35 s \| \| \| 8.º \| Felix Gall \| Decathlon-AG2R La Mondiale \| + 4 min 02 s \| \| \| 9.º \| Primož Roglič \| Red Bull-Bora-Hansgrohe \| + 4 min 08 s \| \| \| 10.º \| Cristián Rodríguez \| Arkéa-B&B Hotels \| + 7 min 26 s \| \| |                            |                            |                 |
| |                            |                            |                 |
| Fuentes: ProCyclingStats Cycling Quotient |                            |                            |                 |
| Clasificación de la etapa |                            |                            |                 |
| Ciclista | Ciclista                   | Equipo                     | Tiempo          |
| 1.º | Tadej Pogačar              | UAE Team Emirates XRG      | 4 h 21 min 19 s |
| 2.º | Jonas Vingegaard           | Team Visma \| Lease a Bike | + 2 min 10 s    |
| 3.º | Florian Lipowitz           | Red Bull-Bora-Hansgrohe    | + 2 min 23 s    |
| 4.º | Tobias Halland Johannessen | Uno-X Mobility             | + 3 min 00 s    |
| 5.º | Oscar Onley                | Team Picnic-PostNL         | + 3 min 00 s    |
| 6.º | Kévin Vauquelin            | Arkéa-B&B Hotels           | + 3 min 33 s    |
| 7.º | Remco Evenepoel            | Soudal Quick-Step          | + 3 min 35 s    |
| 8.º | Felix Gall                 | Decathlon-AG2R La Mondiale | + 4 min 02 s    |
| 9.º | Primož Roglič              | Red Bull-Bora-Hansgrohe    | + 4 min 08 s    |
| 10.º | Cristián Rodríguez         | Arkéa-B&B Hotels           | + 7 min 26 s    |

## Clasificaciones al final de la etapa

### Clasificación general(Maillot Jaune)[4]
| \| Clasificación general \| Clasificación general \| Clasificación general \| Clasificación general \| Clasificación general \| \| Ciclista \| Ciclista \| Equipo \| Tiempo \| \| \| --------------------- \| -------------------------- \| -------------------------- \| --------------------- \| --------------------- \| \| 1.º \| Tadej Pogačar \| UAE Team Emirates XRG \| 45 h 22 min 51 s \| \| \| 2.º \| Jonas Vingegaard \| Team Visma \\| Lease a Bike \| + 3 min 31 s \| \| \| 3.º \| Remco Evenepoel \| Soudal Quick-Step \| + 4 min 45 s \| \| \| 4.º \| Florian Lipowitz \| Red Bull-Bora-Hansgrohe \| + 5 min 34 s \| \| \| 5.º \| Kévin Vauquelin \| Arkéa-B&B Hotels \| + 5 min 40 s \| \| \| 6.º \| Oscar Onley \| Team Picnic-PostNL \| + 6 min 05 s \| \| \| 7.º \| Primož Roglič \| Red Bull-Bora-Hansgrohe \| + 7 min 30 s \| \| \| 8.º \| Tobias Halland Johannessen \| Uno-X Mobility \| + 7 min 44 s \| \| \| 9.º \| Felix Gall \| Decathlon-AG2R La Mondiale \| + 9 min 21 s \| \| \| 10.º \| Matteo Jorgenson \| Team Visma \\| Lease a Bike \| + 12 min 12 s \| \| |                            |                            |                  |
| |                            |                            |                  |
| Fuentes: ProCyclingStats Cycling Quotient |                            |                            |                  |
| Clasificación general |                            |                            |                  |
| Ciclista | Ciclista                   | Equipo                     | Tiempo           |
| 1.º | Tadej Pogačar              | UAE Team Emirates XRG      | 45 h 22 min 51 s |
| 2.º | Jonas Vingegaard           | Team Visma \| Lease a Bike | + 3 min 31 s     |
| 3.º | Remco Evenepoel            | Soudal Quick-Step          | + 4 min 45 s     |
| 4.º | Florian Lipowitz           | Red Bull-Bora-Hansgrohe    | + 5 min 34 s     |
| 5.º | Kévin Vauquelin            | Arkéa-B&B Hotels           | + 5 min 40 s     |
| 6.º | Oscar Onley                | Team Picnic-PostNL         | + 6 min 05 s     |
| 7.º | Primož Roglič              | Red Bull-Bora-Hansgrohe    | + 7 min 30 s     |
| 8.º | Tobias Halland Johannessen | Uno-X Mobility             | + 7 min 44 s     |
| 9.º | Felix Gall                 | Decathlon-AG2R La Mondiale | + 9 min 21 s     |
| 10.º | Matteo Jorgenson           | Team Visma \| Lease a Bike | + 12 min 12 s    |

### Clasificación por puntos(Maillot Vert)[5]
| Clasificación por puntos | Clasificación por puntos | Clasificación por puntos   | Clasificación por puntos | Clasificación por puntos |
| Ciclista                 | Ciclista                 | Equipo                     | Puntos                   |                          |
| ------------------------ | ------------------------ | -------------------------- | ------------------------ | ------------------------ |
| 1.º                      | Jonathan Milan           | Lidl-Trek                  | 231 pts                  |                          |
| 2.º                      | Tadej Pogačar            | UAE Team Emirates XRG      | 183 pts                  |                          |
| 3.º                      | Mathieu van der Poel     | Alpecin-Deceuninck         | 173 pts                  |                          |
| 4.º                      | Biniam Girmay            | Intermarché-Wanty          | 154 pts                  |                          |
| 5.º                      | Tim Merlier              | Soudal Quick-Step          | 150 pts                  |                          |
| 6.º                      | Anthony Turgis           | Team TotalEnergies         | 117 pts                  |                          |
| 7.º                      | Jonas Vingegaard         | Team Visma \| Lease a Bike | 103 pts                  |                          |
| 8.º                      | Jonas Abrahamsen         | Uno-X Mobility             | 90 pts                   |                          |
| 9.º                      | Quinn Simmons            | Lidl-Trek                  | 82 pts                   |                          |
| 10.º                     | Arnaud De Lie            | Lotto                      | 75 pts                   |                          |

### Clasificación de la montaña(Maillot à Pois Rouges)[6]
| Clasificación de la montaña | Clasificación de la montaña | Clasificación de la montaña | Clasificación de la montaña | Clasificación de la montaña |
| Ciclista                    | Ciclista                    | Equipo                      | Puntos                      |                             |
| --------------------------- | --------------------------- | --------------------------- | --------------------------- | --------------------------- |
| 1.º                         | Tadej Pogačar               | UAE Team Emirates XRG       | 27 pts                      |                             |
| 2.º                         | Lenny Martinez              | Bahrain Victorious          | 27 pts                      |                             |
| 3.º                         | Michael Woods               | Israel-Premier Tech         | 22 pts                      |                             |
| 4.º                         | Jonas Vingegaard            | Team Visma \| Lease a Bike  | 19 pts                      |                             |
| 5.º                         | Ben Healy                   | EF Education-EasyPost       | 16 pts                      |                             |
| 6.º                         | Bruno Armirail              | Decathlon-AG2R La Mondiale  | 15 pts                      |                             |
| 7.º                         | Florian Lipowitz            | Red Bull-Bora-Hansgrohe     | 12 pts                      |                             |
| 8.º                         | Mattias Skjelmose           | Lidl-Trek                   | 11 pts                      |                             |
| 9.º                         | Michael Storer              | Tudor Pro Cycling Team      | 10 pts                      |                             |
| 10.º                        | Tobias Halland Johannessen  | Uno-X Mobility              | 10 pts                      |                             |

### Clasificación del mejor joven(Maillot Blanc)[7]
| Clasificación del mejor joven | Clasificación del mejor joven | Clasificación del mejor joven | Clasificación del mejor joven | Clasificación del mejor joven |
| Ciclista                      | Ciclista                      | Equipo                        | Tiempo                        |                               |
| ----------------------------- | ----------------------------- | ----------------------------- | ----------------------------- | ----------------------------- |
| 1.º                           | Remco Evenepoel               | Soudal Quick-Step             | 45 h 27 min 36 s              |                               |
| 2.º                           | Florian Lipowitz              | Red Bull-Bora-Hansgrohe       | + 49 s                        |                               |
| 3.º                           | Kévin Vauquelin               | Arkéa-B&B Hotels              | + 55 s                        |                               |
| 4.º                           | Oscar Onley                   | Team Picnic-PostNL            | + 1 min 20 s                  |                               |
| 5.º                           | Ben Healy                     | EF Education-EasyPost         | + 8 min 34 s                  |                               |
| 6.º                           | Carlos Rodríguez              | Ineos Grenadiers              | + 13 min 11 s                 |                               |
| 7.º                           | Mattias Skjelmose             | Lidl-Trek                     | + 23 min 04 s                 |                               |
| 8.º                           | Romain Grégoire               | Groupama-FDJ                  | + 43 min 51 s                 |                               |
| 9.º                           | Joseph Blackmore              | Israel-Premier Tech           | + 53 min 28 s                 |                               |
| 10.º                          | Alex Baudin                   | EF Education-EasyPost         | + 56 min 38 s                 |                               |

### Clasificación por equipos(Classement par Équipe)[8]
| Clasificación por equipos | Clasificación por equipos       | Clasificación por equipos | Clasificación por equipos |
| Equipo                    | Equipo                          | Tiempo                    |                           |
| ------------------------- | ------------------------------- | ------------------------- | ------------------------- |
| 1.º                       | Team Visma \| Lease a Bike      | 136 h 32 min 11 s         |                           |
| 2.º                       | UAE Team Emirates XRG           | + 17 min 15 s             |                           |
| 3.º                       | Arkéa-B&B Hotels                | + 25 min 08 s             |                           |
| 4.º                       | Decathlon AG2R La Mondiale Team | + 33 min 46 s             |                           |
| 5.º                       | Red Bull-BORA-hansgrohe         | + 34 min 55 s             |                           |
| 6.º                       | Groupama-FDJ                    | + 1 h 03 min 13 s         |                           |
| 7.º                       | Movistar Team                   | + 1 h 07 min 15 s         |                           |
| 8.º                       | Ineos Grenadiers                | + 1 h 15 min 16 s         |                           |
| 9.º                       | XDS Astana Team                 | + 1 h 17 min 44 s         |                           |
| 10.º                      | Team TotalEnergies              | + 1 h 20 min 34 s         |                           |

## Abandonos
- Cees Bol (XDS Astana Team) no tomó la salida de la etapa.